# Партений Сисанийски
Партений (на гръцки: Παρθένιος) е православен духовник от XVII век, епископ на Охридската архиепископия.

## Биография
Става епископ на Сисанийската епархия. Името на епископ Партений Сисанийски е споменато в надпис в Борботско от 1665 година. Партений Сисанийски е споменат отново в 1668 година в решение на Охридската архиепископия.
Името му носи улица в Сятища.